# Cour de la Bouche
La cour de la Bouche (ou cour des Bouches, ou encore cour de la Bouche du Roi, pour la distinguer de la cour de la Bouche de la Reine, détruite) est une cour intérieure du château de Versailles, en France.

## Localisation
La cour de la Bouche est située dans l'aile du Midi du château de Versailles.